# Pseudotogea albidora
Pseudotogea albidora är en stekelart som beskrevs av Heinrich 1968. Pseudotogea albidora ingår i släktet Pseudotogea och familjen brokparasitsteklar. Inga underarter finns listade i Catalogue of Life.